# 김대형
김대형(金大亨)은  전라북도에서 주로 활동한 일제강점기의 경찰이다.

## 생애
한일 병합 조약이 체결될 무렵부터 경찰로 근무하면서 의병 운동을 탄압했고, 독립운동가를 밀고, 체포, 고문한 고등계 형사이다. 전라도를 근거로 하는 독립운동가들은 김대형에게 박해를 받지 않은 사람이 없다고 할 정도로 호남 지역에서 유명한 친일 경찰이 되었다.
1907년 진안에서 거병한 이래 전북 일대를 무대로 세력을 떨치며 활동했던 임실 출신의 의병장 이석용은 1913년 고향에서 김대형에게 체포되어 고문을 당한 끝에, 결국 교수형으로 사형당했다. 장문재 등 스파이를 이용하여 독립운동을 탄압하였으며, '애국투사(愛國鬪士)의 원수'로까지 불렸다.
반민족행위자특별조사위원회가 활동을 시작한 1948년에는 70세가 넘은 노령이었는데, 반민특위 전북지부에 가장 먼저 체포된 사람이다. 그러나 반민특위 활동이 방해를 받아 처벌 받지 않았다.
2002년 발표된 친일파 708인 명단의 애국자 살상자 부문에 선정되었다.

## 참고자료
- 고원섭 (편) (1949). 〈高等警察 金德基와 그 一行들〉. 《반민자죄상기》. 서울: 백엽문화사.